# Sainte Javelin
 (juillet 2023).
La mise en forme du texte ne suit pas les recommandations de Wikipédia : il faut le « wikifier ».
Les points d'amélioration suivants sont les cas les plus fréquents. Le détail des points à revoir est peut-être précisé sur la page de discussion.
- Les titres sont pré-formatés par le logiciel. Ils ne sont ni en capitales, ni en gras.
- Le texte ne doit pas être écrit en capitales (les noms de famille non plus), ni en gras, ni en italique, ni en « petit »…
- Le gras n'est utilisé que pour surligner le titre de l'article dans l'introduction, une seule fois.
- L'italique est rarement utilisé : mots en langue étrangère, titres d'œuvres, noms de bateaux, etc.
- Les citations ne sont pas en italique mais en corps de texte normal. Elles sont entourées par des guillemets français : « et ».
- Les listes à puces sont à éviter, des paragraphes rédigés étant largement préférés. Les tableaux sont à réserver à la présentation de données structurées (résultats, etc.).
- Les appels de note de bas de page (petits chiffres en exposant, introduits par l'outil «  Source ») sont à placer entre la fin de phrase et le point final[comme ça].
- Les liens internes (vers d'autres articles de Wikipédia) sont à choisir avec parcimonie. Créez des liens vers des articles approfondissant le sujet. Les termes génériques sans rapport avec le sujet sont à éviter, ainsi que les répétitions de liens vers un même terme.
- Les liens externes sont à placer uniquement dans une section « Liens externes », à la fin de l'article. Ces liens sont à choisir avec parcimonie suivant les règles définies. Si un lien sert de source à l'article, son insertion dans le texte est à faire par les notes de bas de page.
- La présentation des références doit suivre les conventions bibliographiques. Il est recommandé d'utiliser les modèles {{Ouvrage}}, {{Chapitre}}, {{Article}}, {{Lien web}} et/ou {{Bibliographie}}. Le mode d'édition visuel peut mettre en forme automatiquement les références.
- Insérer une infobox (cadre d'informations à droite) n'est pas obligatoire pour parachever la mise en page.

Pour une aide détaillée, merci de consulter Aide:Wikification.
Si vous pensez que ces points ont été résolus, vous pouvez retirer ce bandeau et améliorer la mise en forme d'un autre article.
Sainte Javelin (en anglais : Saint Javelin) est un mème Internet et un personnage fictif représenté dans un style d'icône religieuse, comme figure sainte tenant une arme antichar FGM-148 Javelin. Le mème est créé par Christian Borys pendant l'invasion russe de l'Ukraine et devient célèbre dans le monde entier, donnant finalement lieu à d'autres mèmes similaires. Le mème vise à renforcer le moral des troupes ukrainiennes et est utilisé sur des produits dérivés, ce qui permet de récolter plus d'un million de dollars pour des œuvres caritatives humanitaires venant en aide à l'Ukraine,.

## Arrière-plan
Le mème a été créé par le journaliste ukraino-canadien Christian Borys, initialement dans le but d'être utilisé sur des autocollants dont les recettes seraient reversées à des efforts humanitaires en Ukraine,,. Le mème de Saint Javelin est devenu viral en ligne en tant que symbole de résistance contre l'invasion russe de l'Ukraine.
Christian Borys est actuellement basé à Toronto, mais il travaillait auparavant en Ukraine en tant que journaliste pendant le conflit initial en 2014. Là-bas, il travaillait en tant que pigiste pour différents pays et a été particulièrement touché par la situation des orphelins et des veuves du conflit dans le Donbass.

## Mème
Le mème lui-même représente une Madonne stylisée (par erreur, certaines sources prétendent qu'il s'agit de Marie Madeleine ou qu'il est basé sur Sainte Olga de Kiev) ,,,, tenant un lance-roquettes. La Vierge Marie, telle que représentée dans cette campagne promotionnelle, est représentée dans un style traditionnel d'icône orthodoxe. Alors que dans l'iconographie classique de la Madonne, Marie serait souvent (mais pas toujours) représentée tenant le bébé Jésus dans ses bras, dans ce cas, elle tient à la place une arme antichar. L'humour du mème réside dans la juxtaposition de la Madonne, Mère de Jésus, et d'une arme moderne antichar .
L'arme représentée est un lance-roquettes antichar FGM-148 Javelin fabriqué aux États-Unis, qui a été largement donné et est actuellement utilisé activement en Ukraine contre les blindés russes. Généralement, dans l'art récent, la Madonne et d'autres figures traditionnelles ont été représentées de manière similaire, tenant des objets modernes qui contrastent avec la représentation traditionnelle des figures religieuses, y compris des Sneakers, des AK-47 plaqués or, etc.
Plutôt que des robes de couleur traditionnelle, les siennes sont généralement soit de couleur vert foncé pour ressembler à des uniformes de combat, soit bleues et jaunes. Bien que son halo fût rouge dans une version antérieure, il a été ensuite changé en bleu et jaune, les couleurs nationales de l'Ukraine. Le mème a atteint une popularité dans le grand public, au point de devenir un symbole véritablement reconnu de la résistance ukrainienne.
La conception a été réalisée par le graphiste ukrainien Evgeniy Shalashov, basé à Lviv et employé par Borys. Il s'agit d'une adaptation de "Madonna Kalashnikov", une peinture de l'artiste américain Chris Shaw datant de 2012. Shaw lui-même a été surpris de voir "l'image de 'Saint Javelin' devenir virale sur internet en tant que mème" et a remarqué que même si la modification a été effectuée sans son autorisation, elle est utilisée à des fins caritatives, ce qui donne des résultats positifs.

## Critique

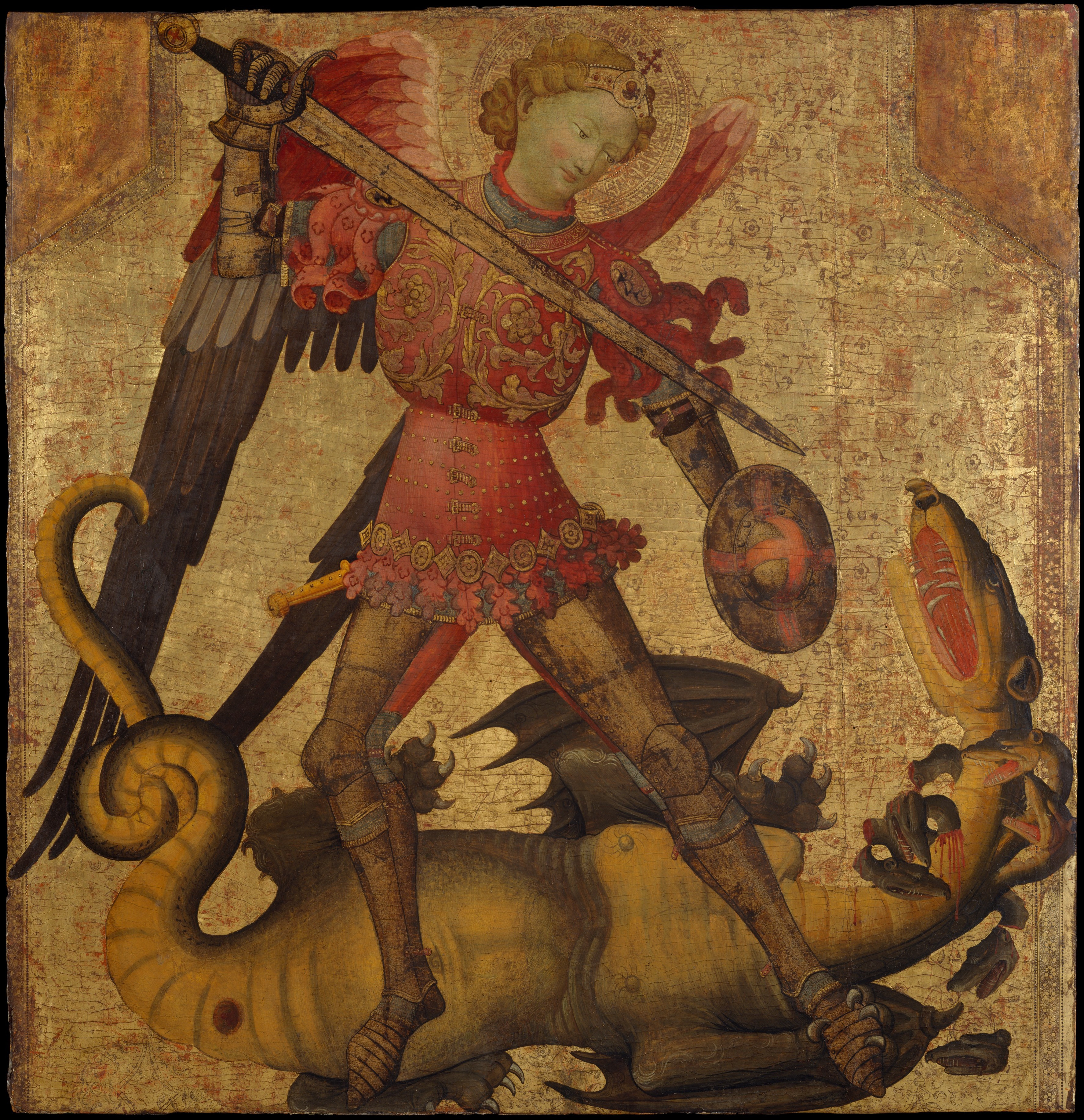
Saint Michel représenté avec une épée

Le Conseil des Églises a condamné l'utilisation d'une figure de sainte ressemblant à une Madone avec des armes de guerre modernes comme un blasphème. Cette critique s'est concrétisée lorsqu'une fresque représentant Sainte Javelin, qui avait été peinte sur le côté d'un immeuble résidentiel à Kyiv, a ensuite eu le halo bleu avec ses deux tryzoubs stylisés jaunes effacés, laissant la figure sainte tenant une arme antichar FGM-148 Javelin. Les muralistes, connus sous le nom de Kailas-V, ont accusé le maire de Kyiv, Vitali Klitschko, d'avoir ordonné la suppression du halo de la fresque.
Les icônes religieuses sont souvent représentées avec des armes, comme dans l'image de Saint Michel où il est représenté avec une épée. Christian Borys a apporté le contre-argument aux critiques concernant le mème de Saint Javelin en soulignant que ce mème signifie beaucoup pour les gens en Ukraine en tant que symbole pendant l'invasion russe de l'Ukraine, et qu'il existe une longue histoire d'utilisation des icônes religieuses comme source de soutien moral durant une guerre ,,.

## Campagne
Christian Borys avait précédemment travaillé avec une association caritative ukrainienne appelée "Help Us Help" et avait fait don des premières recettes provenant des autocollants Sainte Javelin vendus en ligne pour aider les enfants et les orphelins touchés par la guerre,. En mars 2022, Borys a déclaré qu'il prévoyait que la marque "Saint Javelin" devienne un effort à temps plein et espérait embaucher du personnel permanent afin de pouvoir continuer à soutenir les efforts de reconstruction après la fin de la guerre actuelle. Pour contribuer directement à la reconstruction de l'Ukraine, Borys s'est efforcé de faire fabriquer davantage d'articles vendus à l'effigie de Sainte Javelin fabriqués en Ukraine afin de fournir des emplois aux habitants du pays et de récolter des fonds grâce aux bénéfices pour aider à la reconstruction de l'Ukraine.
Avec la popularité croissante de Sainte Javelin et le désir d'aider à reconstruire l'Ukraine, Christian Borys a élargi l'offre au-delà des autocollants et a ajouté d'autres "saints" à la marque "Saint Javelin" afin de fournir davantage de financement à d'autres efforts humanitaires venant en aide aux Ukrainiens touchés par l'invasion russe de l'Ukraine ,, .
Les «saints» de la marque "Saint Javelin" comprennent:
- Saint Javelin
- Saint HIMARS
- M777 Moïse
- Saint Patron
- Saint NLAW
- Sainte Olha
- Saint Neptune
- Saint Carl Gustaf
- Sankt Panzerfaust
- Taras Chevtchenko
- Saint Stinger
- Sainte Dana
- Saint- Piorun
- Sainte Zuzana
- Notre-Dame de Marioupol

Le désir des gens ordinaires d'aider les Ukrainiens touchés par la guerre a contribué à alimenter la campagne "Saint Javelin", qui a déjà recueilli plus d'un million de dollars,,,.

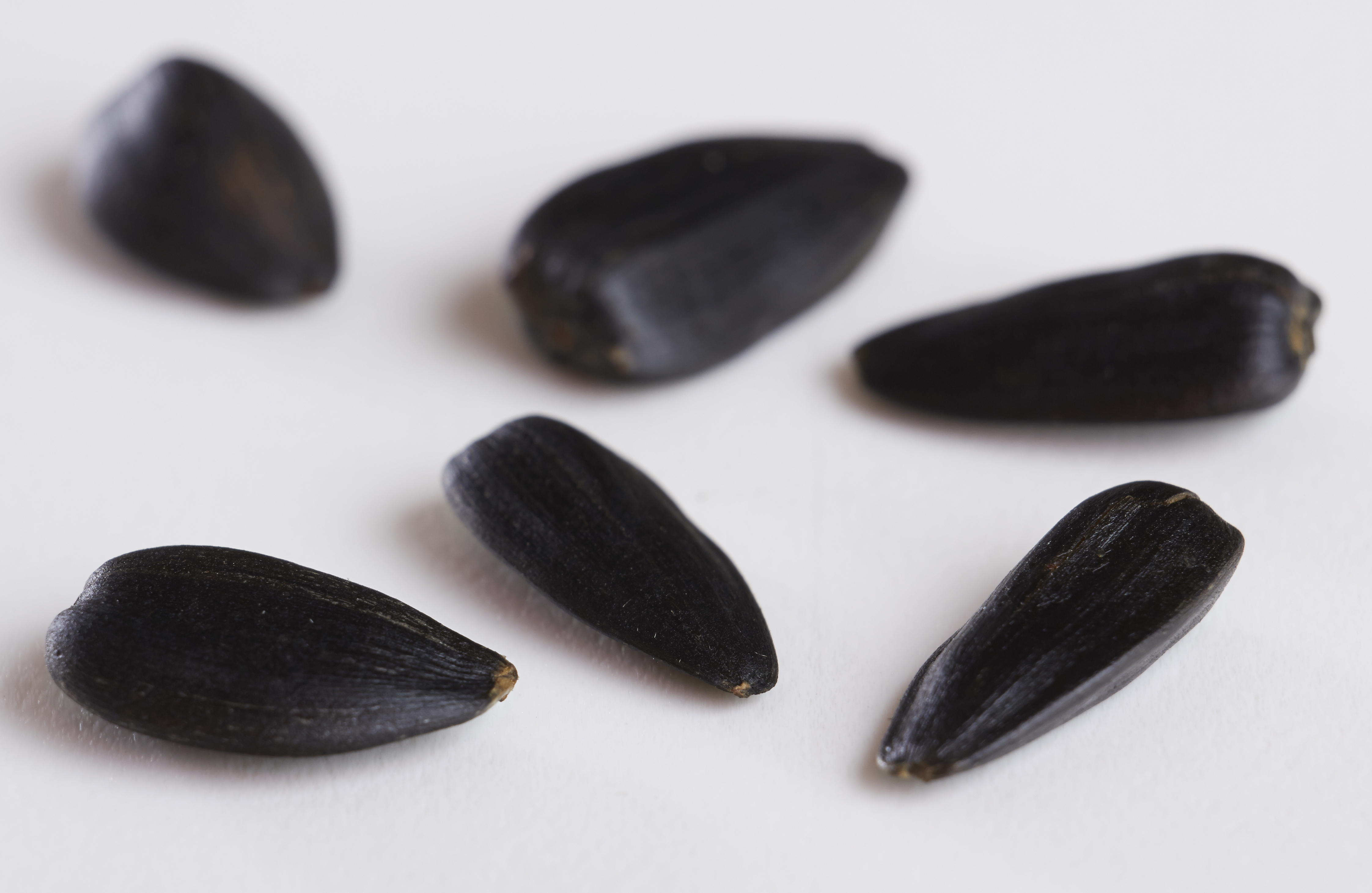
Graines de tournesol, telles que décrites par une Ukrainienne à un soldat russe

En tant qu'ancien spécialiste en marketing et journaliste, Christian Borys a déclaré que la réaction à Sainte Javelin, qui vend l'image sur de nombreux supports, des sacs fourre-tout aux sweat-shirts, drapeaux et autocollants, a été "écrasante", avec des milliers de commandes qui affluent chaque jour , . Tous les bénéfices de la vente des produits "Saint Javelin" sont reversés à des œuvres caritatives venant en aide aux Ukrainiens. Certains articles vendus sous la marque "Saint Javelin" sont réservés à des efforts ou des causes spécifiques en Ukraine. Par exemple, les chemises et autres articles vendus dans le cadre de la "collection arc-en-ciel" sont destinés à soutenir les Ukrainiens LGBTQ+ qui n'ont pas encore pleinement les mêmes droits égaux en Ukraine ,.
D'autres articles vendus par la marque "Saint Javelin" dépeignent des moments emblématiques et viraux de défi des Ukrainiens lors de l'invasion russe de l'Ukraine qui sont considérés comme des «mèmes de résistance» qui ont été rendus populaires en ligne. Cela inclut des références à une femme ukrainienne disant aux soldats russes de mettre des graines de tournesol dans leurs poches afin qu'elles poussent là où leurs corps reposeraient en Ukraine , la déclaration des défenseurs de l' Île aux Serpents à un navire de guerre russe qui a demandé leur reddition qui à son tour a répondu « Navire de guerre russe, va te faire foutre » et les mèmes de l'OPANO qui réfutent la propagande et la désinformation russes en ligne tout en collectant des dons pour l'Ukraine et la Légion géorgienne en Ukraine.